# Parti unioniste protestant
Pour les articles homonymes, voir Parti unioniste.
Le Parti unioniste protestant (PUP) est un parti politique unioniste actif en Irlande du Nord de 1966 à 1971. Il est le précurseur du Parti unioniste démocrate (DUP) et trouve son origine dans le mouvement Ulster Protestant Action (UPA).
L'UPA avait deux conseillers élus dans le district de Belfast, réélus en 1967 en tant que candidats du PUP. Six candidats de ce nouveau parti se présentent contre des candidats du Parti unioniste d'Ulster (UUP) lors des élections du Parlement d'Irlande du Nord en 1969 et obtiennent plus de 20 000 suffrages.
Lorsque Terence O'Neill, député et ancien Premier ministre et un autre de ses collègues démissionnent en 1970, le PUP propose deux candidats pour les sièges à pourvoir : Ian Paisley, dirigeant du parti, et son adjoint William Beattie. Ils sont tous les deux élus au parlement de Stormont. 
Paisley succède ainsi à Terence o'Neill dans la circonscription électorale de Bannside (comté d'Antrim) et est également élu, la même année, député de l'Antrim-nord, au parlement de Westminster.
Le PUP mène campagne en faveur du maintien de l'union entre la province nord-irlandaise et le Royaume-Uni, un traitement préférentiel en matière d'emploi pour les protestants, et pour une liberté totale pour les marches orangistes. Le PUP se dissout en 1971 et est recréé sous le nom de Parti unioniste démocrate en octobre de la même année.
Lors des élections générales de 1987, George Seawright, un candidat dissident du DUP d'origine écossaise, qui fut plus tard assassiné par le Irish People's Liberation Organisation (IPLO), a revendiqué l'étiquette de « protestant unioniste » pour sa candidature.